# サッセッタ
サッセッタ(伊: Sassetta)は、イタリア共和国トスカーナ州リヴォルノ県にある、人口約500人の基礎自治体（コムーネ）。

## 名称
この地名は1115年に記録されていてラテン語の岩という意味の「saxum」を語源から、小さい岩という意味でサッセッタとなった。

## 地理

### 位置・広がり

#### 隣接コムーネ
北と西をカスタニェート・カルドゥッチ、南をスヴェレート、東をピサ県モンテヴェルディ・マリッティモと接する。 

### 気候分類・地震分類
サッセッタにおけるイタリアの気候分類 (it) および度日は、zona D, 1897 GGである。
また、イタリアの地震リスク階級 (it) では、zona 4 (sismicità molto bassa) に分類される。

## 見所
- サンタンドレア教会